# SCARB1
Le SCARB1 (pour « Scavenger receptor class B type 1 »), ou SR-BI,  est une protéine impliqué dans le métabolisme du cholestérol. Son gène est SCARB1 situé sur le chromosome 12 humain.

## Rôles
Il s'agit d'un récepteur au HDL cholestérol situé principalement au niveau du foie, permettant l'élimination de ce dernier et le relargage du cholestérol dans la bile.

## En médecine
La mutation du gène entraîne une augmentation du taux sanguin du HDL-cholestérol mais sans modification du risque de maladie cardio-vasculaire.